# Stefano Tatai
Stefano Tatai (ur. 23 marca 1938 w Rzymie, zm. 30 maja 2017 na Teneryfie) – włoski szachista pochodzenia węgierskiego, mistrz międzynarodowy w latach 1966-2017.

## Kariera szachowa
Jest absolutnym rekordzistą pod względem liczby zdobytych złotych medali indywidualnych mistrzostw Włoch: pomiędzy 1962 a 1995 r. w finałowych turniejach zwyciężał 12 razy. W latach 1966–1992 dziewięciokrotnie (w tym 6 razy) wystąpił na szachowych olimpiadach, rozgrywając 121 olimpijskich partii i uzyskując 70 pkt. Poza tym, w 1989 i 1992 r. reprezentował Włochy na drużynowych mistrzostwach Europy, za drugim razem zdobywając srebrny medal za indywidualny wynik na IV szachownicy.
Wystąpił w wielu międzynarodowych turniejach, sukcesy odnosząc m.in. w:
- Reggio Emilli (1965/66, III m.),
- Imperii (1967, II m.),
- Máladze (1967, III m.),
- Olocie (1968, III m.),
- Amsterdamie (1968, turniej IBM-B, I m.),
- Wenecji (1969, dz. II m. za Vlastimilem Hortem, wraz z Anthony Saidy, Markiem Tajmanowem, Levente Lengyelem, Karlem Robatschem i Palem Benko),
- Monte Carlo (1969, turniej B, dz. I m. wraz z Gyozo Forintosem),
- Maladze (1970, dz. III m. wraz z Walterem Browne, za Bojanem Kurajicą i P.Benko),
- Burg Birsecku (1971, II m. za Gedeonem Barczą),
- Cienfuegos (1974, memoriał Jose Raula Capablanki, turniej B, III m. za Raymondem Keene i Amadorem Rodriguezem),
- Amsterdamie (1976, turniej IBM-B, dz. I m. wraz z Josefem Pribylem),
- Budapeszcie (1979, II m.),
- Barcelonie (1979 i 1980, w obu przypadkach I-III m.),
- Štipie (1979, II m.),
- Bratto (1982, I-II m.),
- Reggio Emilli (1983/84, dz. II m. wraz z Krunoslavem Hulakiem, za Karlem Mokrym),
- Rzymie (1984, dz. I m. wraz z Gyulą Saxem).

W roku 2001 zdobył srebrny medal  w rozegranych w Saint-Vincent pierwszych mistrzostwach Europy seniorów w szachach (zawodników pow. 60. roku życia). W 2004 odniósł kolejny turniejowy sukces, zwyciężając w kołowym turnieju w Santa Cruz (przed m.in. Karenem Mowsisjanem), natomiast w 2006 zajął III m. (za Igorem Naumkinem i Lexy Ortegą) w Capoliveri. W 2008 r. zwyciężył w Santa Cruz de Tenerife.
Najwyższy ranking w karierze osiągnął 1 stycznia 1981 roku, z wynikiem 2495 punktów dzielił wówczas 92-101. miejsce na światowej liście FIDE, jednocześnie zajmując pierwsze miejsce wśród włoskich szachistów.